# Małyszkowszczyzna
Małyszkowszczyzna (biał. Малышкаўшчына; ros. Малышковщина) − chutor na Białorusi, w obwodzie grodzieńskim, w rejonie oszmiańskim, w sielsowiecie Holszany.

## Historia
W czasach zaborów folwark szlachecki w gminie Holszany, w powiecie oszmiańskim, w guberni wileńskiej Imperium Rosyjskiego. W 1866 roku w 1 domu zamieszkiwało 17 osób. W 1905 roku wymieniono trzy folwarki i dwa zaścianki. Pierwszy z folwarków Małyszkowszczyzna liczył 31 mieszkańców, 55 dziesięcin; drugi liczył 6 mieszkańców, 55 dziesięcin (własność Stroczyńskiego); trzeci Małyszkowszczyzna-Jurażyno liczył 4 mieszkańców, 15 dziesięcin (własność Dubrowskiego). Pierwszy z zaścianków – 7 mieszkańców, 15 dziesięcin (własność Dubrowskiego); drugi Małyszkowszczyzna-Szczepniekowszczyzna – 9 mieszkańców, 49 dziesięcin (własność Żukowskiego).
W latach 1921–1945 okolica leżała w Polsce, w województwie wileńskim, w powiecie oszmiańskim, w gminie Holszany.
W 1931 w 10 domach zamieszkiwały 73 osoby.
Wierni należeli do parafii rzymskokatolickiej w Holszanach. Miejscowość podlegała pod Sąd Grodzki w Holszanach i Okręgowy w Wilnie; właściwy urząd pocztowy mieścił się w Holszanach.